# Halcampoides purpurea
Halcampoides purpurea är en havsanemonart som först beskrevs av Studer 1879.  Halcampoides purpurea ingår i släktet Halcampoides och familjen Halcampoididae. Arten är reproducerande i Sverige. Inga underarter finns listade i Catalogue of Life.